# سیکورسکی اس‌اچ-۳ سی کینگ
اس‌اچ-۳ سی کینگ (به انگلیسی: Sikorsky SH-3 Sea King) بالگرد دوموتوره آمریکایی ساخت شرکت سیکورسکی برای جنگ‌های ضد زیردریایی است. این بالگرد نخستین پرواز خود را در سال ۱۹۵۹ انجام داد و دو سال بعد وارد خدمت رسمی در نیروی دریایی آمریکا شد. طراحی اس‌اچ-۳ تحولی در دوران خود بود به‌طوری که نخستین بالگرد ضد زیردریایی بود که از موتورهای توربوشفت استفاده می‌کرد و اولین هلیکوپتر آبی-خاکی دنیا به شمار می‌رفت.
این بالگرد تا سال ۲۰۰۶ مشغول خدمت در نیروی دریایی ایالات متحده بود و هنوز هم در کنار بالگردهای جدیدتر یواچ-۶۰ بلک هاوک در اسکادران مخصوص جابجایی رئیس‌جمهور آمریکا فعال است. سی کینگ علاوه بر آمریکا در ایتالیا (شرکت آکوستا)، بریتانیا (وستلند) و ژاپن (میتسوبیشی)، کانادا (یونایتد ایرکرافت) هم تحت لیسانس سیکورسکی تولید شده و به کشورهای دیگری از جمله ایران (نیروی دریایی ارتش ایران)، برزیل، آرژانتین، هند، مصر، مالزی، پرو، عربستان، کانادا، دانمارک، اسپانیا و ایرلند نیز صادر شده و در برخی از آن‌ها همچنان فعال است.
سی کینگ (به معنی پادشاه دریا) علاوه بر مدل اصلی ضد زیردریایی در مدل‌های مختلفِ جستجو و نجات، مین‌روب، ترابری نظامی، حمل‌ونقل وی‌آی‌پی، چندمنظوره، و هشدار سریع هوابرد (برای نیروی دریایی اسپانیا) نیز تولید شده و مدل غیرنظامی آن هم با نام اس-۶۱ان به عنوان بالگرد مسافربری و پشتیبانی دکل‌های نفتی دریایی تولید شد.
نیروی پیشرانه این بالکرد را دو موتور توربوشفت جنرال الکتریک هر یک به قدرت ۱۴۰۰ اسب بخار تأمین می‌کنند. این هلیکوپتر با حداکثر ده تن وزن قادر به برخاست از سطح زمین است و می‌تواند به سرعت ۲۶۷ کیلومتر بر ساعت برسد. وزن خالی این بالگرد ۵۳۸۲ کیلوگرم و برد عملیاتی آن هزار کیلومتر است. چهار نفر شامل دو خلبان و دو افسر جنگ ضد زیردریایی کرو پروازی سی کینگ را تشکیل می‌دهند. سی کینگ برای ماموریت‌های ضد زیردریایی به دو اژدر ام‌کا ۴۴ یا ۴۶ مجهز می‌شود و توانایی شلیک خرج عمقی هسته‌ای بی-۵۷ را هم دارد. نسخه ایران مجهز به رادار جستجو دریایی است و ساخت شرکت اگوستا می باشد تمام هلکوپتر های اس اچ ۳ سی کینگ ایران در نیروی دریایی ارتش خدمت می کنند